# Historia Poznania 1650–1768

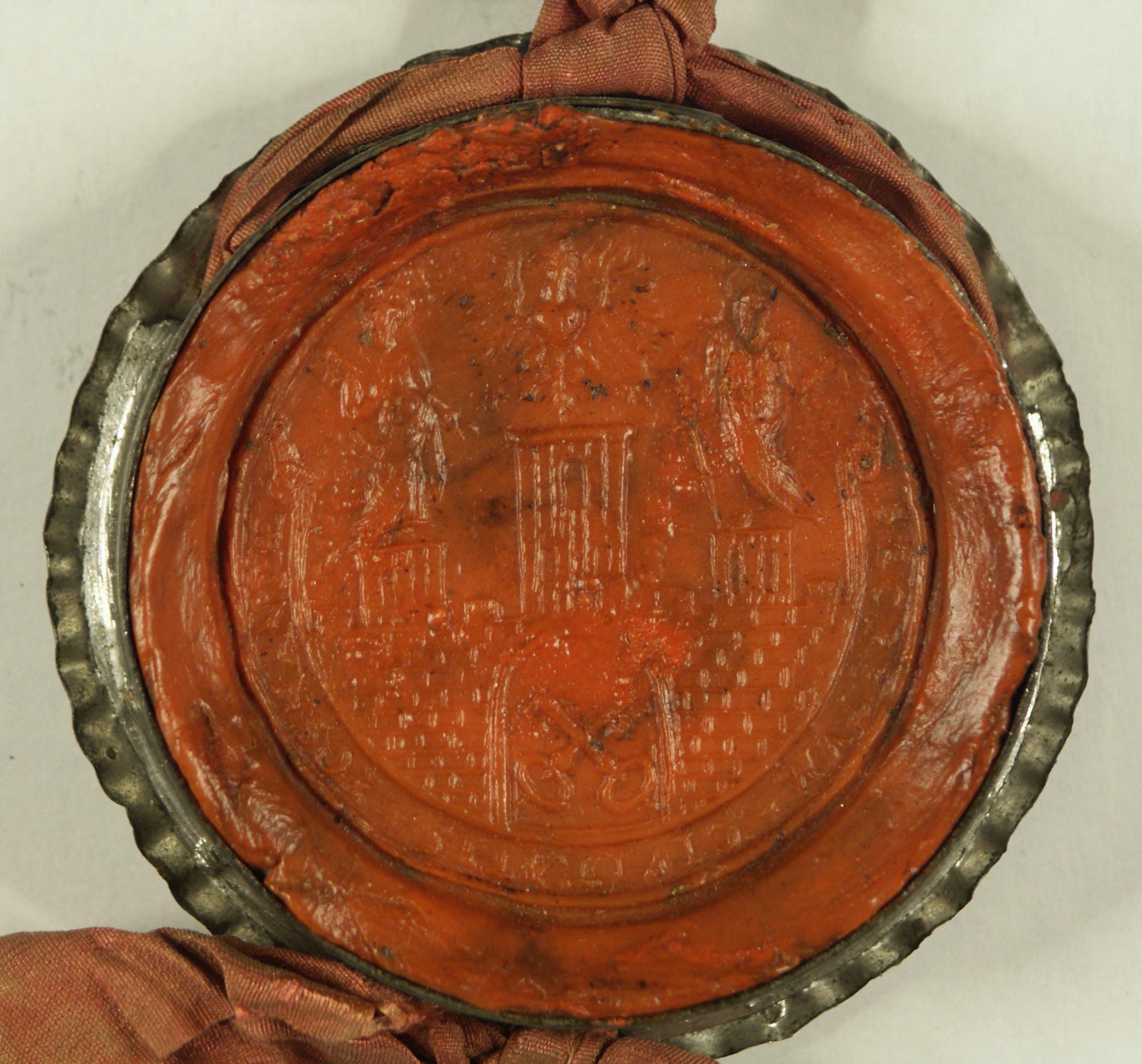
Pieczęć mała miasta Poznania z 1764 roku

## Potop szwedzki
Już w 1654 w Wielkopolsce magnaci utworzyli antykrólewski front, na czele którego stał wojewoda poznański Krzysztof Opaliński, działający w porozumieniu z Jerzym Lubomirskim i Januszem Radziwiłłem. Wiosną następnego roku, w związku z narastającym zagrożeniem ze strony Szwecji, w królewskim Poznaniu rozpoczęto naprawę istniejących umocnień oraz wznoszenie nowych. Kolejnym zagrożeniem była interwencja brandenburska, której widmo stało się bardzo realne po sejmiku średzkim, na którym odmówiono przekazania wojskom elektorskim nadgranicznych zamków oraz Poznania, co skłoniło Fryderyka Wilhelma do zawarcia sojuszu ze Szwecją. Wszelkie starania obronne zostały przekreślone kapitulacją w Ujściu. W lipcu 1655 pod mury miasta przybył Krzysztof Opaliński i wojewoda kaliski Andrzej Karol Grudziński na czele 2000 szwedzkich żołnierzy. Pomimo sprzeciwu wojewody inowrocławskiego, Jakuba Rozdrażewskiego, który złożył w aktach grodzkich manifest protestacyjny przeciw układowi ujskiemu, miasto otworzyło swe bramy pod warunkiem nieczynienia gwałtów i rabunków. W sierpniu do Poznania wszedł liczący 17 000 żołnierzy korpus szwedzki pod dowództwem gen. Arvida Wittemberga, jednak po kilkunastu dniach opuścił miasto i udał się w kierunku Warszawy, pozostawiając w stolicy regionu tylko 1500-osobowy garnizon. Początkowo nowe władze przestrzegały porozumienia, nawet powieszono kilku żołnierzy za przestępstwa dokonane w mieście, jednak po dość krótkim czasie okupacyjny garnizon rozpoczął wymuszanie dodatkowych kwater i kontrybucji. Stacjonujący w Poznaniu Szwedzi nie ograniczyli się jedynie do strzeżenia fortyfikacji. Miasto stało się ich bazą wypadową przeciw partyzantom, głównie z okolic Kościana, a od stycznia 1656 również przeciw wojskom pod dowództwem Stefana Czarnieckiego.
W kwietniu 1656 Szwedów zastąpił 2000 oddział Brandenburczyków dowodzony przez gen. Burcharda Müllera, którego głównym zadaniem było osłanianie działań wojsk pod dowództwem Fryderyka Wilhelma pod Warszawą. Szwedzi opuszczając Poznań spalili przedmieścia. Nowi okupanci zachowywali się podobnie do swych poprzedników. Podczas swojego pobytu garnizon ten również organizował wypady poza miasto, podczas których spalono m.in. Oborniki i Śrem. Szlachta podejmowała próby usunięcia Niemców drogą negocjacji, jednak stanowczy sprzeciw Jana Kazimierza wobec rokowań bez jego udziału sprawił, że porozumienia nie osiągnięto.
Na początku lipca 1657 pod Poznań nadciągnęło zebrane wcześniej pod Kaliszem pospolite ruszenie z Wielkopolski. Oblężenie trwało niemal dwa miesiące. Brandenburska załoga skapitulowała dopiero 28 sierpnia ze względu na głód i brak nadziei na odsiecz. Zrujnowane miasto zostało złupione następnie zarówno przez niezdyscyplinowaną szlachtę, jak i nieopłacone wojsko komputowe.
Kolejną falę zniszczeń przyniósł przemarsz posiłków przysłanych przez cesarza dla walczącego w Prusach Królewskich Jana Kazimierza. Ogółem podczas potopu liczba ludności zmalała o 30-40%, a dzieła zniszczenia dopełniła epidemia dżumy, która wybuchła w 1654, a swoje żniwo zbierała przez cały ten okres.
Pomimo tak znacznych zniszczeń (na przedmieściach liczba pustych parceli i ruin kilkakrotnie przewyższała liczbę budynków zamieszkanych jeszcze w 1693), Poznań nadal pozostał jednym z głównych ośrodków politycznego życia w kraju.

## Krótki okres pokoju
Poza stratami wojennymi poważnym problemem dla miasta było w tym okresie kurczenie się wpływów rady miejskiej, tak w obrębie murów jak i poza nimi. Główną przyczyną tego zjawiska było nasilenie się przejmowania nieruchomości przez osoby wyjęte spod miejskiej jurysdykcji. W 1667 sejm zezwolił karmelitankom bosym na budowę kościoła i klasztoru w obrębie murów, zwalniając ten obszar zarazem od wszelkich powinności względem miasta, a w 1702 Karmelitom udało się przekształcić kamienicę przy Żydowskiej w kolejny kościół i klasztor. Ogółem, późniejsza lustracja z 1714 podawała 27 tego typu obiektów w mieście, zaś spis z 1726 mówi, że na 525 domów w Poznaniu 32 zostały przejęte na potrzeby wzniesienia kościołów i klasztorów, a 48 na własność kleru.
Przejmowanie nieruchomości przez szlachtę nie było aż tak nagminne, poza rodem Górków w obrębie murów mieszkali raczej urzędnicy poznańskiego zamku. Wspomniane już spisy wykazują odpowiednio 30 i 47 takich obiektów.
Ostatnią grupą wyjętą spod władzy miasta byli otoczeni królewską opieką Żydzi. Ugoda z 1558 zezwalała posiadać im w obrębie murów 83 domy (w 1717 zwiększono tę liczbę do 86) a rada miejska miała monopol na udzielanie zezwoleń rzemieślnikom na pracę dla żydowskich zleceniodawców, jednak powszechnie te prawa łamano. Spis z 1729 podaje, że w rękach ludzi wyznania mojżeszowego znajdowało się aż 150 kamienic.
Z drugiej strony miasto starało się rozszerzyć swoją władzę na istniejące już jurydyki. Ustawa sejmu z 1659 co prawda zniosła ich istnienie w obrębie murów miejskich, jednak było to prawo martwe. W 1665 Poznań uzyskał od króla mandat, nakazujący ludności miasta, jurydyk i szlacheckich miasteczek otaczających Poznań partycypować w utrzymaniu 300-osobowego garnizonu. W 1673 w oparciu o konstytucję o generalnym podatku pogłównym miasto zażądało spisu ludności jurydyk, które otrzymało w latach 1674 i 1676, jednak samego podatku nie udało się wówczas wyegzekwować. W 1677 sąd asesorski wydał wyrok w sprawie pozwu Poznania przeciw zakonowi benedyktynek o ziemie na przedmieściu św. Marcina. Wyrok uznał co prawda prawo zakonu do tych gruntów, jednak zobowiązał również mniszki do odsprzedaży wsi Wymykowo miastu za 5 tysięcy złotych. Benedyktynki nie dotrzymały umowy i w 1690 sprawa ponownie trafiła na wokandę. Przez wiele lat toczyły się również procesy o pogłówne z otaczającymi Poznań jurydykami i miasteczkami. Trwał również istniejący od średniowiecza spór z osadami należącymi do kapituły poznańskiej.
W 1693 zmienił się również ustrój samego miasta. Jan III Sobieski wydał wyrok, który ustalił następujące zasady:
Zachowano średniowieczny podział władz miejskich na trzy „porządki”:
- radę miejską
- ławę
- pospólstwo, czyli rada dwudziestu mężów

W radzie miejskiej zniósł elekcyjność radnych i burmistrzów. Wprowadził urzędy dożywotnie dla dziesięciu rajców, którzy wybierali co roku spośród siebie wójta przewodniczącego ławie i pełniącego jednocześnie funkcję rajcy.
Zaznaczył jednocześnie, że ich władza pochodzi z nadania królewskiego. Rajcy co roku wybierali spośród siebie czterech kandydatów i przedstawiali ich staroście generalnemu Wielkopolski, który dokonywał wyboru dwóch burmistrzów, którzy zmieniali się co pół roku. W sytuacji, gdyby starosta nie mógł dokonać wyboru, obowiązek ten przejmowała rada miejska. W momencie, gdy któryś z rajców umierał, ława przedstawiała radzie dwóch kandydatów wybranych spośród siebie, a rada dokonywała wyboru nowego rajcy
Ławę, czyli władzę sądowniczą, tworzyli arcyławnik i ława, wybierani dożywotnio, na czele których stał wspomniany już wójt. W razie śmierci ławnika lub zostania przez któregoś rajcą, ława wybierała dwóch kandydatów z rady dwudziestu i przedstawiała ich radzie miejskiej, która wybierała ławnika.
Pospólstwo przekształcono w kolegium „dwudziestu mężów” wybieranych przez rajców z grona wszystkich cechmistrzów niebędących starszymi cechów, posiadaczy nieruchomości i osób cieszących się poważaniem. Na czele rady stał wybrany przez nią spośród jej członków trybun ludowy. Zwiększyło to liczbę osób reprezentowanych we władzach miejskich o przedstawicieli wolnych zawodów. W razie śmierci jednego z dwudziestu lub zostania przez któregoś ławnikiem, pozostała rada wybierała z ogółu obywateli dwóch kandydatów, spośród których do rady dwudziestu przyjmowano tego, którego wskazała rada miejska.
Dodatkowo rada i ława wybierały po jednym, a rada dwudziestu dwóch szafarzy na okres roku, których zadaniem było zarządzanie budżetem miasta. Po zakończeniu pełnienia urzędu rozliczali się oni przed komisją złożoną z przedstawicieli wszystkich trzech porządków.
Wyjątek od stopniowego „awansu” w hierarchii władz miejskich stanowili pisarz rady, pisarz ławy, syndykowie, doktorzy medycyny i prawa, którzy zgodnie z przywilejem Jana III mogli być wybrani na każde stanowisko niezależnie od stażu w radzie dwudziestu, czy ławie miejskiej.
Miasto podzielono natomiast na cztery kwatery, którymi mieli administrować wybierani kwatermistrzowie.
Dodatkowo, aby jeszcze bardziej ograniczyć rolę cechów, w 1711 rada miejska wydała wilkierz przydzielający każdemu cechowi deputata rady miejskiej, bez którego udziału nie mógł się odbyć żaden sąd, czy zebranie cechowe.
Podczas wojen podupadł również handel, szczególnie pośrednictwo pomiędzy Europą Wschodnią i Zachodnią, stanowiące dotychczas o zamożności miasta. Głównymi ośrodkami, z którymi handlowano, były miasta Wielkopolski. W handlu międzynarodowym dominowała wymiana z Gdańskiem, skąd sprowadzano ok. 75% przypraw korzennych, oraz ryby, wysyłając natomiast sukno. Należy tu dodać, że w XVII w. podstawowym towarem eksportowym całej Wielkopolski były wyroby wełniane. Handlowano również z Dolnym Śląskiem. Wielu poznańskich kupców sukiennych tworzyło wręcz spółki ze swoimi kolegami z Głogowa i Wrocławia. Na zachodzie Europy najważniejszymi partnerami gospodarczymi były Lipsk i Hamburg. Handel kwitł również w obrębie Rzeczypospolitej, ze wschodnich obszarów kraju sprowadzano wyroby orientalne, tak ważne w ówczesnej kulturze sarmackiej. Innym ważnym partnerem był Toruń oraz Bydgoszcz, która miała monopol na dostarczanie soli z Kujaw.

## Wielka wojna północna
Po śmierci Jana III Sobieskiego kraj ponownie ogarnął niepokój. Na początku lipca 1702 pod murami Poznania zaczęło zbierać się pospolite ruszenie z województw poznańskiego i kaliskiego, które zwołał August II Mocny, do którego dołączyła niewielka ilość wojsk komputowych. Niezdyscyplinowana armia dopuściła się wielu nadużyć i przestępstw, doprowadzając mieszczan do desperacji. Zrozpaczeni poznańczycy zaatakowali jedną z chorągwi, zmuszając ją do ucieczki. Było to jednak pyrrusowe zwycięstwo, gdyż pod groźbą ataku szlachty miasto musiało złożyć wysoki okup pozostałym oddziałom.
Niedługo po tym zgromadzone pod miastem wojska polskie zostały pokonane przez wojska szwedzkie gen. Renskiölda, a 18 września 1703 do Poznania wkroczył oddział pod komendą gen. Mardefelda, który zajął miasto bez walk, pomimo że wcześniej przygotowano je na wypadek oblężenia. Stało się to po tym, gdy Szwedzi zagrozili, że w razie oporu zburzą miasto, a wszystkich mieszkańców wymordują.
W tym czasie cześć szlachty, pomimo że nadal formalnie uznawała Augusta II za króla, w rzeczywistości prowadziła politykę proszwedzką. Na czele tej grupy stanęli wojewoda poznański Stanisław Leszczyński i starosta bobrujski Jan Sapieha. Inni natomiast prowadzili walkę zbrojną z najeźdźcą, jak Adam Śmigielski.
Pomimo zawiązania konfederacji warszawskiej, większość Wielkopolski znajdowała się pod kontrolą wiernej Augustowi II konfederacji sandomierskiej. W połowie 1704 pod Poznań dotarły wojska saskie dowodzone przez gen. Schulenburga, który zdołał co prawda rozbić szwedzką odsiecz zmierzającą od strony Torunia podczas bitwy pod Chwaliszewem, jednak samego Poznania bronionego przez nieliczny garnizon pod komendą płk. Lilehöka nie zdobył. Po tym ataku, spodziewając się dalszych prób zdobycia miasta, zwiększono garnizon poznański do 6000 żołnierzy. Już 8 października 1704 miasto zostało oblężone przez połączone siły polsko-sasko-rosyjskie, w sile 34 tysięcy żołnierzy, dowodzone przez feldmarszałka Patkula. Podczas trwającego cztery dni oblężenia prowadzono ciągły, ciężki ostrzał artyleryjski, który zniszczył większość umocnień. Gdy już się wydawało, że miasto zostanie zdobyte, wojska Patkula wycofały się. Przyczyną była wieść o zbliżaniu się głównych sił szwedzkich pod wodzą samego Karola XII, który po zdobyciu Warszawy ścigał przez Wielkopolskę w kierunku Śląska korpus Schulenburga. Nastroje proszwedzkie w Poznaniu wzmocnił dodatkowo wjazd Karola XII do miasta 6 listopada 1704. Wszystko to sprawiło, że zwłaszcza po utracie Warszawy, Poznań stał się głównym ośrodkiem proszwedzkim w kraju. Obecność skandynawskiego garnizonu co prawda rujnowała gospodarkę i skarb miejski, ale pozwoliła uniknąć losu Leszna, Rydzyny czy Rawicza, które zostały spalone przez Saksończyków i ich polskich sprzymierzeńców. Stan ten trwał aż do 26 sierpnia 1709, kiedy to garnizon wycofał się na wieść o klęsce pod Połtawą.
Wkrótce po tym miasto zajęły wojska saskie, dowodzone przez gen. Seidlitza. Grabieże dokonywane przez nowych okupantów pozostawały bezkarne. Pomimo skarg nadsyłanych przez sejmik średzki, August II nie reagował, chcąc ukarać mieszczan za poparcie udzielone Stanisławowi Leszczyńskiemu i Karolowi XII. W lecie 1707 roku miasto ogarnęła panika z powodu epidemii dżumy. Tragedii dopełniły kolejne fale zarazy z lat 1709–1711. Miasto znalazło się w stanie tak opłakanym, że na Łacinie i na przedmieściu św. Marcina pozostały jedynie po dwa zamieszkane gospodarstwa.
Począwszy od 1715 zaczęto domagać się od Augusta II odesłania obcych wojsk, jednak narastające zagrożenie ze strony Karola XII sprawiło, że nie dość, że w Wielkopolsce pozostały oddziały Saksończyków, to dołączyły jeszcze do nich wojska rosyjskie. Pogłębiało to niechęć wobec króla, czemu nie zapobiegła nawet długa wizyta Wettyna w Poznaniu na przełomie 1715 i 1716. Wszystko to doprowadziło do zawiązania 28 kwietnia 1716 w Środzie Wielkopolskiej antykrólewskiej konfederacji prowincjonalnej pod kierownictwem Andrzeja Skórzewskiego. Przystąpiła ona do konfederacji tarnogrodzkiej. Wzmocniły ją wojska regimentarza Chryzostoma Gniazdowskiego. W tym czasie Seidlitz, dowódca garnizonu w Poznaniu rozdrobnił swoje siły i rozesłał je w celu zdobycia zaopatrzenia, którego nie można już było zrabować w opustoszałej stolicy Wielkopolski i jej okolicach. Dzięki temu konfederaci nocą 24 lipca 1716 podeszli pod Poznań i zdobyli go szturmem. Po zwycięstwie miasto po raz kolejny zostało złupione. Należy wspomnieć również, że Seidlitz tuż przed atakiem kazał puścić z dymem przedmieście św. Wojciecha, które uległo całkowitemu zniszczeniu. Jeszcze tego samego roku, w grudniu, pod Poznań podeszły oddziały rosyjskie dowodzone przez gen. Bauera, jednak wypłacenie kontrybucji zapobiegło wkroczeniu do miasta i rabunkom.
Kilka miesięcy później, 16 marca 1717, w obrębie murów miejskich, w dzielnicy żydowskiej wybuchł wielki pożar, który objął niemal całe miasto. Pogłoski o tym, że Żydzi nie gasili pożaru, zabraniając jednocześnie zbliżyć się do swoich zabudowań innym, sprawił, że w mieście wybuchły nastroje antysemickie.
Mimo uchwały Sejmu niemego nakazującej wszystkim wojskom obcym opuszczenie Rzeczypospolitej, Rosjanie stacjonowali w Wielkopolsce jeszcze do wiosny 1719.
Ogółem podczas całej wielkiej wojny północnej straty materialne Poznania szacuje się na ok. 4 miliony złotych, czyli kwotę dorównującą średnim rocznym dochodom skarbu Korony, zaś odbudowę utrudniała niechęć Augusta II, który odmawiał wszelkiej pomocy, a w Poznaniu zatrzymał się od tego momentu jedynie raz, w 1732 w drodze z Warszawy do Drezna.
W 1725 duże straty w mieście wyrządziła gwałtowna nawałnica.
W 1728 liczba zniszczonych domów wynosiła 30%. Powódź w 1736 zniszczyła kolejne 60% budynków.

## Wojna o sukcesję
Po podwójnej elekcji w 1733 Poznań poparł prawowitego króla, Stanisława Leszczyńskiego, jednak interwencja saksońsko-rosyjska szybko zmusiła mieszczan do uznania Augusta III. Wybuchła kolejna wojna. Przemaszerowała wówczas przez Poznań elektorska armia licząca 5000 żołnierzy, kierująca się na Warszawę. W kolejnych miesiącach zaś przez miasto często przechodziły saksońskie oddziały z Drezna, przez Śląsk do Gdańska, gdzie schronił się Stanisław Leszczyński. Ta ciągła obecność obcych wojsk sprawiła, że pomimo sympatii miasto nie poparło konfederacji dzikowskiej, nie widząc szans na osadzenie na tronie prawowitego monarchy. Uznając zwierzchność Augusta III, mieszczanie domagali się jednocześnie na sejmiku w Środzie Wielkopolskiej w 1735 wycofania z kraju wojsk saskich. Dopiero sejm pacyfikacyjny w 1736 zakończył okres wojennej zawieruchy. W tym samym roku potężna powódź zniszczyła niemal wszystkie budynki na przedmieściach.

## Panowanie Augusta III
Zakończenie wojny o sukcesję przyniosło krajowi zasadniczy spokój, jednak pod koniec lat 30. XVIII w. Wielkopolskę zaczęły nękać werbunki dokonywane przez wysłanników pruskiego króla Fryderyka Wilhelma I. Często były one przymusowe. Utrata poddanych sprawiła, że szlachta wymogła na Auguście III uniwersał, który nakazywał każdego pojmanego werbownika schwytać i postawić przed sądem grodzkim.
Następca Fryderyka Wilhelma, Fryderyk II Wielki, podczas wojen śląskich, pomimo sprzeciwu hetmana Józefa Potockiego, swobodnie przemieszczał swoje wojska po Wielkopolsce, traktując ją jednocześnie jako zaplecze, skąd ściągał nie tylko zaopatrzenie, ale i rekrutów.
W 1745 do Poznania wkroczyli Rosjanie, planując pomóc Austrii i Rzeczypospolitej, gdyby ta ostatnia została zmuszona prowadzić wojnę z Prusami. Wywołało to niezadowolenie szlachty, która dotąd należała do zwolenników Augusta III. Rosjanie powrócili w 1748, gdy przemaszerowali przez region, udzielając pomocy Austriakom. Chcąc zapobiec wybuchowi buntu, August III wprowadził do miasta regiment królewicza, a rok później wzmocnił go regimentem gwardii pieszej koronnej dowodzonym przez gen. Augusta Goltzmana. Zapobiegło to przelewowi krwi, jednak napięcie nie ustąpiło. Nawet dwudniowa wizyta króla w dniach 19 i 20 czerwca 1754 w drodze z Drezna na sejm do Warszawy nie uspokoiła wzburzonych nastrojów, pomimo że wszyscy zapewniali monarchę o swojej wierności.
Długoletnie wojny sprawiły, że należące do miasta wsie i folwarki legły w gruzach. Chcąc podnieść z ruiny jeden z filarów miejskiej gospodarki, w latach 1719–1753 do otaczających Poznań wsi sprowadzono niemieckich osadników – bambrów. Jednocześnie od ok. 1730 do 1750 sukcesywnie ograniczano pańszczyznę, aż do niemal całkowitego jej zniesienia, wśród polskich chłopów zastępując ją czynszem. Dokonano również parcelacji należących do miasta folwarków, które w większości zostały zniszczone w latach 1703–1704.

## Wojna siedmioletnia
Choć Rzeczpospolita nie brała udziału w tym konflikcie, to strategiczne położenie miasta na północ od Śląska i w stosunkowo niewielkiej odległości od serca Prus, sprawiło, że w 1758 liczący 8000 żołnierzy korpus rosyjski pod dowództwem gen. Fermora rozbił obóz w pobliżu kościoła Bożego Ciała, jednak po bitwie pod Zorndorf wycofał się, pozostawiając magazyny aprowizacyjne bronione przez niewielki garnizon. Został on rozbity 28 lutego 1759 przez 6000 Prusaków pod komendą gen. Wobersnowa. W mieście zdobywcy nałożyli na Żydów kontrybucję 2000 dukatów. Mieszkańcy zdołali uzbierać jedynie 1324 dukaty, więc zabrawszy cała sumę oraz 14 zakładników Niemcy wycofali się. Wkrótce po tym do miasta wkroczyła armia rosyjska, licząca kilkanaście lub kilkadziesiąt tysięcy żołnierzy, pod dowództwem marsz. Sołtykowa. Oddziały te wielokrotnie dopuszczały się grabieży i gwałtów, zaś mieszkańców zmuszono do prac przy wznoszeniu umocnień. Siły te przebywały w mieście do sierpnia 1760, kiedy sytuacja na froncie zmusiła je do wymarszu. W mieście pozostały wówczas jedynie magazyny pod strażą niewielkiego oddziału kozaków. Ten moment wykorzystali Prusacy, ponownie zdobywając miasto. W czerwcu 1761 do Poznania wkroczyli ponownie Rosjanie pod komendą feldmarsz. Buturlina. Trzy miesiące później miasto zostało oblężone przez pruski korpus gen. Zeitena. Nie zdołał on wprawdzie zdobyć miasta, jednak spalił część rosyjskich zapasów, po czym wycofał się na Śląsk. Straty armii rosyjskiej musieli pokryć poznaniacy.
Wielokrotne grabieże, pożary, gwałty ponownie pogrążyły Wielkopolskę w chaosie gospodarczym. Sytuację pogarszało nadsyłanie przez Prusy fałszywych monet polskich, co wywołało dużą inflację.
Rosjanie wycofali się dopiero jesienią 1762, gdy na tron carski wstąpiła Katarzyna II Wielka, co otworzyło Wielkopolskę przed wojskami pruskimi. Nowi okupanci, chcąc odbudować zniszczoną podczas wojny Brandenburgię, wysłali do Wielkopolski korpus gen. Lossowa, który miał realizować politykę Rétabillisment. Polegała ona na „zakupie” zboża, ruchomości i innego dobytku. Właściwie była to grabież, gdyż płacono tylko 10% ceny rynkowej (w rzeczywistości, ze względu na zatrzymywanie części pieniędzy przez oficerów, było to 5%) i to fałszywą monetą. Do tego porywano chłopów pańszczyźnianych z rodzinami i dobytkiem (ogółem ok. 30 tys. osób), argumentując, że są to „zbiedzy z Prus”. Ta działalność nie ominęła również Poznania. W styczniu 1763 do miasta wszedł oddział wysłany przez Lossowa, którym dowodził płk. Reitzenstein, który dokonywał przymusowych zakupów, płacąc fałszywymi pieniędzmi. Gdy mieszczanie odmówili ich przyjęcia, Prusacy zmusili ich do darmowych dostaw oraz zapłacenia 10 000 złotych polskich kontrybucji. Potem do miasta wkroczył oddział rtm. Paszkowskiego, który miał zebrać z okolicznych wsi „zbiegłych poddanych” króla Prus. Wszystkie te zdarzenia działy się przy zupełnie biernej postawie wojsk koronnych, zatem gdy 26 maja 1763 Paszkowski opuścił Poznań, Wielkopolanie, chcąc uniknąć powtórnych grabieży, a widząc zupełną bierność Augusta III, wysłali poselstwo do Fryderyka II. Na dworze króla początkowo uznawano ich skargi za niedorzeczne, lecz niezbite dowody sprawiły, że Fryderyk II obiecał ukarać winnych tych zajść (przyrzeczenia oczywiście nie dotrzymano).

## Elekcja Stanisława Augusta Poniatowskiego
Po śmierci Augusta III w Wielkopolsce bardzo szybko okazało się, że prawdziwych zwolenników stronnictwa saskiego jest bardzo niewielu, zaś duże wpływy miała Familia, o której interesy dbał w regionie biskup poznański Teodor Kazimierz Czartoryski. W samym Poznaniu również ujawniły się nadzieje na nowe, lepsze czasy. O ile wcześniej mieszczanie nie brali czynnego udziału w sejmach, pomimo przywilejów królewskich, które dawały im do tego prawa, tym razem Poznań wysłał swych posłów na sejm koronacyjny, a później również konwokacyjny.
Wybór na króla Stanisława Augusta Poniatowskiego spowodował, że w Poznaniu urządzono wielką ucztę i manifestację poparcia dla nowego króla. Już na sejmie koronacyjnym posłowie miasta, nieskutecznie, usiłowali uzyskać memoriał od parlamentu i króla, który potwierdziłby przywileje poprzednich władców oraz obniżyłby podatki na rzecz skarbu, co pozwoliłoby przyspieszyć odbudowę miasta. Do ożywienia grodu mogła się przyczynić decyzja sejmu konwokacyjnego w 1764 o rozdzieleniu sesji wielkopolskiej Trybunału Koronnego pomiędzy Piotrków (jesień) i Poznań (wiosna). Pierwsze posiedzenie w Poznaniu rozpoczęło się 15 kwietnia 1765. Wiązało się to z obecnością w mieście, przez kilka miesięcy w roku, dużej liczby szlachty. Niestety odbyły się jeszcze tylko dwa posiedzenia (ostatnie w 1767).
Nowy król rozumiał, że ważny dla pomyślności Rzeczypospolitej jest rozwój miast. W związku z tym sejm w 1768 powołał Komisje Dobrego Porządku, mające pomóc miastom podnieść się z ruiny. Powstała taka również w Poznaniu, który w 1768 uzyskał od króla potwierdzenie wszystkich dotychczasowych praw i przywilejów do których dodano prawo zakazujące pozywania obywateli miasta przed sądy grodzkie. Odtąd wszelkie sprawy dotyczące mieszczan rozstrzygać miały sądy poznańskie lub królewskie.